# یواس‌اس لایونس (۱۸۵۷)
یواس‌اس لایونس (۱۸۵۷) (به انگلیسی: USS Lioness (1857)) یک کشتی بود.